# Retraite sportive (activités associatives)
Pour les articles homonymes, voir Retraite sportive (homonymie).
La retraite sportive consiste à pratiquer une activité sportive régulière, modérée, adaptée et diversifiée permettant de retarder les effets du vieillissement, de rester autonome et contribue à l'équilibre physique, mental et social des seniors. Bien qu'elle puisse être évidemment le résultat d'une hygiène de vie mise en œuvre individuellement, elle est en France, promue, développée et coordonnée dans des clubs réunis au sein de la Fédération française de la retraite sportive.

## Définition
Dans un contexte démographique où la population est de plus en plus urbanisée, sédentaire et âgée et où les effets délétères de la sédentarité sont démontrés, la promotion de la retraite sportive consiste à encourager la pratique d'une activité sportive régulière, modérée, adaptée à l'âge et diversifiée permettant de retarder les effets du vieillissement et de contribuer à l'équilibre physique, mental et social des seniors.

## Historique
En France, les débuts d'une organisation ayant pour but de développer les activités sportives adaptées aux personnes de plus de 60 ans peuvent trouver leur origine dans la création le 9 mars 1982 de la Fédération française de la retraite sportive (FFRS) auprès la préfecture de la Loire sur un modèle associatif.
Les prises de position scientifiques et politiques ultérieures renforcent la légitimité de ce mouvement,.

## Concept général
La pratique régulière de plusieurs activités complémentaires (yoga, Qi gonj, gymnastique, danses de plusieurs types, gym aquatique, randonnée, marche nordique, raquettes à neige, self-défense, vélo, tennis de table, etc.), afin de maintenir ou développer différentes capacités (force musculaire, souplesse, équilibre, coordination, coopération, mémorisation, endurance cardiorespiratoire) et de préserver son capital santé est à l'origine de la FFRS ,, et se trouve pleinement validée par les avancées scientifiques et règlementaires,.

## Concept des sections multi-activités senior (SMS)
La FFRS est habilitée à dispenser des activités physiques adaptées, prescrites à des patients atteints d’affection de longue durée, par leur médecin. À ce titre elle est référencée dans le Médicosport-santé, dictionnaire à visée médicale des disciplines sportives, produit par la Commission médicale du Comité national olympique et sportif français et la Société française de médecine, de l'exercice et du sport (quatrième édition en 2020). En effet, l'âge est aussi souvent synonyme d'affections de longue durée ou de maladies facteurs de pertes de performances physiques. Pour faciliter le reconditionnement physique de ces patients, la FFRS propose dans ces clubs des sections multi-activités senior (SMS) adaptées à ce type d'adhérents. Dans ces sections spécialisées des clubs, le patient en phase de reconditionnement physique peut pratiquer au cours d'une même séance ou d'une même semaine non plus une mais des activités physiques complémentaires afin de stimuler différentes capacités (force musculaire, entrainement cardiorespiratoire, travail de l'équilibre, souplesse, coordination, mémoire, etc.).

## Organisation et déploiement
Le senior qui souscrit au concept peut pratiquer une, ou plusieurs, activités dans un club affilié à chacune des fédérations sportives existantes (randonnée pédestre, marche nordique, cyclotourisme, raquettes à neige, natation, gymnastique, etc.) mais peut aussi choisir d'adhérer à un club membre d'une fédération multisports dont les activités sont adaptées aux plus de 50 ans. C'est l'objet propre de la FFRS dont les spécificités sont plus particulièrement : d'assurer une ambiance conviviale et non compétitive, basée sur le bénévolat, dans un réseau de clubs locaux, animés par des formateurs agréés, et proposant plus de 60 disciplines sur tout le territoire français.
La FFRS réunit en 2020 près de 500 clubs, total en constante progression (250 en 2017),, et 92 000 licenciés d'un âge moyen de 67 ans,. La FFRS est une association reconnue d'utilité publique, agréée par le ministère des sports, membre associé du Comité national olympique et sportif français, immatriculée au registre des opérateurs de séjours sportifs et de loisirs. Elle édite un magazine quadrimestriel Vital'ité  (ISSN 2106-3370) et encourage ou participe à des travaux scientifiques sur la santé des seniors.